# Esztenás együttes
Az Esztenás együttes moldvai csángó és gyimesi csángó magyar népzenét játszó miskolci együttes.

## Története
Jelenlegi felállásban és ezen a néven 2003-ban alakult, de az együttes tagjai már korábban is részben közösen, részben külön-külön számos egyéb formációban zenéltek. (Kisgyőri Folkegyüttes, Mokányos Együttes, Agyagbanda). A zenekar kezdetben  - az 1993 óta folyamatosan, változó helyszíneken működő - miskolci csángó táncház zenekaraként szerveződött, de az együttes zenei tevékenysége bővült, és kinőtte a táncház adta kereteket. Egyre több helyről érkezett felkérés, amelyeket a lehetőségek szerint elfogadtak. Külföldön elsősorban kelet-európai fesztiválokon koncerteztek: Csehország, Lengyelország, Észtország, Litvánia, Ukrajna több városában. 2004-től saját népzenei fesztivált is rendeznek, melyen 4-6 együttes szerepel, köztük külföldiekkel.

### Elnevezése
Az esztena a román stina szóból származik, és hegyi szállást, pásztortanyát jelent. A székelyek és a csángók így nevezik a juhtartás hagyományos helyszínét, a havasokon épített kis gerendaházat és a körülötte lévő udvart, juhfejő- és tejfeldolgozó épületeket. 
Az esztenaközösség egy jogi kategóriát is jelent, a székely közösségi juhtartás egyik formája. Az esztenás szó számos erdélyi földrajzi névben megjelenik (Esztenás patak, Esztenás puszta stb.)

## Tagjai
- Szabó Ágnes - ének
- Hegedüs Orsolya - hegedű, ének
- Gonda Anita – dob, ütőgardon, ének
- Tóth Arnold – furulya, kaval
- Juhász Zoltán Nándor – furulya, kaval
- Labant Tamás - basszusgitár, nagybőgő
- Fáy Ádám – koboz, brácsa
- Tóth Máté – harmonika

## Zenéjük
A zenekar moldvai és gyimesi csángó magyarok hagyományos népzenéjét szólaltatja meg, autentikus hangszerelésben. 
Fő tevékenységük a táncházi muzsikálás, ezért repertoárjukban nagyrészt hangszeres táncdallamok szerepelnek. Követik a hagyományőrző csángó muzsikusokat, de a dallamok variálásában és összefűzésében saját „táncházas” megoldásokat alkalmaznak. 

### Diszkográfia
- Esztenás demó  2003. november
- "Hétnyolcad" CD 2004 július [1]

## Fellépéseik
A táncházak mellett számos egyéb helyen is rendszeresen játszanak: színpadi koncertek, történelmi várjátékok, lovagi tornák, lovasíjász versenyek, vásári mulattatás, gyermektáncházak is szerepelnek programban. A tánczene mellett énekes dallamok előadásával, tanításával is foglalkoznak.

### Jelentősebb alkalmak
- 2002. május, Borsodi Fonó – Miskolc
- 2003. július, Kaláka Folkfesztivál – Miskolc (azóta rendszeres fellépők)
- 2004. augusztus, I. Esztenás fesztivál – Miskolc
- 2004. október. 29. Esztenás lemezbemutató koncert
- 2008. április 24-27. Magyar Folkmaraton - Krakkó[2]
- 2012. november 30. 10 éves jubileumi koncert  a Nyilas Misi Ifjúsági Házban, Miskolcon